# Град Мостар
Град Мостар (босн. и хорв. Grad Mostar, серб. Град Мостар) — боснийское административно-территориальное образование (де-юре город федерального значения в Федерации Боснии и Герцеговины), куда входят город Мостар и прилежащие к нему окрестности.

## География
Мостар располагается на юге всей Боснии и Герцеговины в целом и в центре Герцеговины в частности. Мостар и его окрестности предрасположены ближе к северу, западу и востоку страны. Через центр города протекает река Неретва, поэтому о Мостаре говорят как о «городе на реке Неретва». В городской части Мостара располагаются три района: Биело-Поле на севере (большинство местных деревень), Мостарска (непосредственно город и часть местных деревень), Бишче-Поле на юге (индустриальный район).
Средняя высота составляет 60—80 метров над уровнем моря. На территории Града Мостара располагаются горы Хум, Брканово-Брдо, Галац, Орловац, Микуляча, Жовница, Планиница и Фортица, непосредственно около Мостара расположены горы Вележ и Прень. Протекают реки Неретва, Радоболя, Дрежанка, Буна, Буница и Ясеница.

## Городское управление
Община Мостар была образована в 1959 году после объединения общин Мостар и Дрежница, куда входили вместе 57 населённых пунктов. В годы Гражданской войны в Югославии община фактически распалась на этнические территории сербов, хорватов и боснийцев.
По итогам Дейтонских соглашений часть общины отошла к Республике Сербской с тремя деревнями. Оставшаяся в составе Федерации Боснии и Герцеговины община была переформирована в Град Мостар и разделена на шесть малых общин: северную, историческую (Стари Град), юго-восточную, южную, юго-западную и западную. Первые три общины были населены бошняками, три оставшиеся были хорватскими.
В 2004 году Верховный представитель по Боснии и Герцеговине Пэдди Эшдаун внёс предложение по реорганизации Града Мостара, в котором предлагалось упразднить общины и заменить их кварталами, однако хорватская община выразила своё недовольство проектом, мотивировав это тем, что Эшдаун пытался наделить более обширными правами этнических бошняков. Тем не менее, проект был принят.
В настоящее время к Граду Мостару относятся 60 населённых пунктов.

## Население
По данным переписи населения 1991 года, в общине Мостар проживали 126628 человек из 57 населённых пунктов.
| Население    |                 |                 |                 |
| Год переписи | 1991            | 1981            | 1971            |
| Бошняки      | 43856 (34,63 %) | 34247 (31,02 %) | 33645 (37,55 %) |
| Хорваты      | 43037 (33,98 %) | 36927 (33,45 %) | 32782 (36,59 %) |
| Сербы        | 23846 (18,83 %) | 20271 (18,36 %) | 19076 (21,29 %) |
| Югославы     | 12768 (10,08 %) | 16509 (14,95 %) | 2329 (2,59 %)   |
| Другие       | 3121 (2,46 %)   | 2423 (2,19 %)   | 1748 (1,95 %)   |
| Итого        | 126628          | 110377          | 89580           |